# Nowa Opera
Państwowa Budżetowa Instytucja Kultury Miasta Moskwy „Moskiewski teatr „Nowa Opera” imienia E.I. Kołobowa” (ros. Московский театр «Новая опера» имени Е. В. Колобова) – rosyjski teatr muzyczny, założony w Moskwie w 1991 z inicjatywy znanego radzieckiego i rosyjskiego dyrygenta i dyrektora artystycznego teatru Jewgienija Kołobowa (1946-2003) oraz mera Moskwy Jurija Łużkowa. W 2006 teatrowi nadano imię jego założyciela Jewgienija Władimirowicza Kołobowa.